# Скважина 48-ГД
Скважина 48-ГД — гидрогеологический памятник природы местного значения. Находится в Волновахском районе Донецкой области, в селе Зелёный Гай, на территории детского оздоровительного комплекса «Солнечная поляна». Статус памятника природы присвоен решением облисполкома № 26 от 11 января 1978 года.
Площадь — 0,1 га. Скважина 48-ГД — источник радоновых вод. Скважине присвоена категория А. Утвержденные запасы — 262 м³/сутки.
Входит в Велико-Анадольское месторождение минеральных вод, находящегося в Южной части Украинского кристаллического массива и зоне сочленения Приазовского кристаллического массива и Складчатого Донбасса.
Пробурена в 1970 году. Из скважины разливается лечебно-столовая, сложного катионного состава, гидрокарбонатно-сульфатная вода малой минерализации. Промышленный разлив воды осуществляется под торговой маркой «Ассоль» и соответствует ДСТУ 878-93, при этом согласно требованиям НРБУ-97 снижается концентрация радона.
Глубина скважины: 84,2 метра. Каптаж производится из интервала глубин от 38,7 до 84,2 метров. Уровень воды в скважине находится на отметке 3,6 метра. Дебит скважины: 13,8 м³/час.
Водовмещающие породы в скважине представлены образованиями архей-протерозойского периода. С 38,7 по 51 метр — граниты серовато-розовые, с 51 по 78 метр мелкозернистые и среднезернистые граниты, от 78 до 84,2 метра — мигматиты светло-серые трещиноватые.
Кровлю водяного комплекса с 0,6 по 16 метров составляют четвертичные суглинки, с 16 по 24 метра — разнозернистые каолинистые пески, с 24 по 31 метр — кора выветривания кристаллических пород, с 31 по 38,7 метра — гнейсы сильно выветрелые.
Микробный ценоз воды составляют сапрофиты (8×102 КОЕ/см³), олигокарбофилы (2×103 КОЕ/см³). Встречаются бактерии окисляющие железо (103×101 КОЕ/см³) и бактерии окисляющие марганец (6×101 КОЕ/см³). Сапрофиты усваивают органические вещества и увеличивают интенсивность самоочищению воды.
Показаниями к медицинскому использования лечебно-столовой воды из скважины, выпускаемой под торговой маркой «Ассоль» являются хронические заболевания желудочно-кишечного тракта и заболевания печени и желчных путей.